# Вьетнамская академия наук и технологий
Вьетнамская Академия наук и технологий (вьет. Viện Hàn lâm Khoa học và Công nghệ Việt Nam) является крупнейшей и наиболее известной научно-исследовательского организацией во Вьетнаме. Она была основана в 1975 году как Вьетнамская Академия наук, в 2008 году переименована во Вьетнамскую Академию наук и технологий (ВАНТ). Подразделения академии наук расположены в городах Ханой, Хошимин, Хайфон, Нячанг, Далат и Хюэ.
В марте 2010 года, Вьетнамская Академия наук и технологий начала издавать рецензируемый журнал открытого доступа Достижения в области естественных наук: нанонауки и нанотехнологии). Журнал выпускается совместно с IOP publishing.
Является членом Международной ассоциации академий наук.

## Руководство
- Тьяу Ван Минь - президент академии.